# Ko Jeong-un
Ko Jeong-un (* 27. Juni 1966 in Jeollabuk-do, Wanju) ist ein ehemaliger südkoreanischer Fußballspieler und heutiger -trainer. Er verbrachte seine Karriere in Südkorea. Er spielte zuletzt für die Pohang Steelers. Aktuell steht er als Trainer bei Gimpo Citizen FC unter Vertrag.

## Karriere als Spieler

### Ausbildung
Seine Ausbildung absolvierte er von 1985 bis 1988 an der Konkuk University. Nach Abschluss seiner Ausbildung, wechselte er zu Cheonan Ilhwa Chunma FC.

### Spielerkarriere
1989 fing Ko Jeong-un als Spieler bei Cheonan Ilhwa Chunma FC an. Dort blieb er bis 1996. In dieser Zeit lief er insgesamt 173 mal für diesen Verein auf und erzielte dabei 34 Tore. Während seiner Zeit bei Ilhwa Chunma FC gewann er die K-League-Spielzeiten 1993, 1994 und 1995. Außerdem gewann er mit Ilhwa den Adidas-Cup 1992. Des Weiteren gewann er die Asian Club Championship 1995. Im darauffolgenden Jahr, gewannen sie den Asian Super Cup 1996. Ende 1996 verließ er den Verein in Richtung Japan zu Cerezo Osaka. Dort absolvierte er 29 Spiele ab und schoss dabei drei Tore. Mitte 1998 wechselte er wieder zurück in die K League zu den Pohang Steelers. Bis Ende 2001 lief er für die Steelers35 mal auf und erzielte dabei 14 Tore. Ende 2001 beendete er seine aktive Spielerlaufbahn.

### Nationalmannschaft
Ko Jeong-un wurde 1989 zum ersten Mal in die Nationalmannschaft berufen. Für Südkorea lief er insgesamt 77 mal auf und erzielte dabei zehn Tore. Mit der Nationalmannschaft, konnte er bei den Asienspielen 1990 die Bronze-Medaille gewinnen. 1997 trat er aus der Nationalmannschaft zurück und beendete seine Länderspielkarriere.

## Karriere als Trainer
Zwei Jahre nach seinem Rücktritt, wurde er Trainer der Sun Moon Universität und betreute dort die Fußballmannschaft. Anfang 2004 wechselte er zu den Jeonnam Dragons und wurde dort Co-Trainer. Im darauffolgenden Jahr wurde er Co-Trainer beim FC Seoul und blieb dort bis Ende 2006. 2008 stellte Seongnam Ilhwa Chunma FC ihn als U-18-Trainer ein. Ende 2008 verließ er den Verein wieder. Zwischen 2010 und 2011 bekleidete er erneut den Trainerposten bei der Seongnam Ilhwa Chunma FC U-18-Mannschaft. Sieben Jahre nach seiner letzten Trainerstation, wurde er Trainer vom FC Anyang. In seiner Premierenpokalsaison traf er auf Changwon City FC, welche er mit seinem Team 2:1 schlagen konnte. In der anschließenden Runde, trafen sie auf Mokpo City FC, welche sie allerdings mit 1:2 unterlagen.

## Erfolge
- 3× K-League-Meister: 1993, 1994 & 1995
- 1× Asian-Club-Championship-Gewinner: 1995
- 1× Asian-Super-Cup-Gewinner: 1996
- 1× Adidas-Cup-Gewinner: 1992